# Glossanodon mildredae
Glossanodon mildredae is een straalvinnige vissensoort uit de familie van de zilversmelten (Argentinidae). De wetenschappelijke naam van de soort is voor het eerst geldig gepubliceerd in 1969 door Cohen & Atsaides.